# Ласторепа луња
Ласторепа луња (Elanoides forficatus) је врста птице грабљивице из породице јастребова, једина је врста монотипичног рода Elanoides. Насељава простор од југоисточне Америке на северу, до источног Перуа, Боливије, Парагваја, крајњег севера Аргентине и јужног Бразила на југу.

## Опис
Достиже дужину тела од 50-68 cm, репа од око 27,5-37 cm, распон крила од приближно 1,12-1,36 m и тежину од 310-600 g. Мужјаци и женке се не разликују значајно у изгледу. Боја перја је са доње стране углавном бела, а са горње црна. Летна пера, реп, стопала и кљун су црни, а глава бела. Значајна одлика ласторепе луње је дуг и рачваст реп, који по изгледу подсећа на реп ласте. Кости стопала су релативно кратке за птицу те величине, дуге су само 3,3 cm.
Перје младих птица је једноличније, него перје одраслих јединки, а реп је мање рачваст.

## Распрострањеност и станиште
Ласторепа луња се гнезди у великим мочварним шумама, а гнезда свија најчешће на крошњи врсте Pinus taeda из породице борова, ређе на крошњи мочварног чемпреса (Taxodium distichum). Гнезди се само када има довољно расположиве хране и високог дрвећа. Ареал је у прошлости на територији Америке био много већи, али је због уништавања станишта и исушивања мочвара значајно смањен, што је последично довело до смањења популације ласторепе луње за 80%. Обухватао је већину јужних држава и велики део средњег запада (све до Минесоте). Данас је ограничен само на приобалне области југоистока и југозапада САД. Поред Америке ласторепа луња насељава велики део Средње и Јужне Америке. На делу ареала је селица и током пролећа се из делова Средње Америке сели због гнежђења у САД. Где се гнезди око 3% светске популације ласторепе луње. Прелеће хиљаде километара да би пронашла најпогоднија подручја за гнежђење, која проналази у приобалним мочварама. Захваљујући сателитској телеметрији, истраживачи су утврдили, да су поједине птице прелазиле растојање дуже од 16.000 km. Велики део живота проводи у лету, у потрази за гуштерима, малим сисарима и инсектима. Захваљујући морфологији крила и структури репа, ласторепа луња може да без великих напора прелази велика растојања.

## Исхрана
Ласторепа луња се храни малим гмизавцима, као што су змије и гуштери. Ређе, малим водоземцима, као што су жабе; великим инсектима, као што су скакавци и цврчци; малим птицама и птичјим јајима; малим сисарима, укључујући шишмише. Примећено је и да се у Централној Америци редовно храни воћем. Воду пије тако што надлеће површину реке и кљуном узима воду. Након што улови плен обично не престаје да лети, већ га одмах у лету једе.

## Размножавање
Гнезди се од марта до маја, а женка полаже од 2 до 4 јаја. Инкубација траје 28 дана, након излегања птићи остају од 36 до 42 дана у гнезду. Често стварају дуготрајне моногамне заједнице, верује се да парови једно време проводе раздвојени, да би се поново сусрели у току сеобе до области у којим се гнезде. Гнезда обично свијају на највишем дрвећу у мочварним подручјима. Повремено се парови враћају до истог гнезда које су користили претходне године. По правилу прављење гнезда завршавају за око 4 дана.